# Granulina equiseticola
Granulina equiseticola — вид грибів, що належить до монотипового роду Granulina.